# Persoonia saundersiana
Persoonia saundersiana (лат.) — кустарник, вид рода Персоония (Persoonia) семейства Протейные (Proteaceae), эндемик юго-западного региона Западной Австралии. Прямостоячий или раскидистый куст с опушёнными молодыми веточками, линейными листьями и ярко-жёлтыми цветками, растущими группами до двадцати пяти.

## Ботаническое описание
Persoonia saundersiana — прямостоячий или раскидистый кустарник высотой 0,5-5 м с гладкой корой, за исключением грубой, отслаивающейся коры у основания и молодых веточек, покрытых сероватыми волосками. Листья линейные, 40-210 мм в длину, 1-3,2 мм в ширину и загнуты вверх. Цветки расположены группами до двадцати пяти вдоль цветоносного побега длиной до 100 мм, который продолжает расти после цветения. Цветок находится на опушённой цветоножке длиной 3,5-20 мм с листом или чешуйчатым листом у основания. Листочки околоцветника ярко-жёлтые, длиной 9,5-14 мм, боковые листочки околоцветника заметно асимметричны, а нижняя чашечка околоцветника мешкообразная. Цветёт с сентября по ноябрь, плод — гладкая эллиптическая костянка 7-11 мм в длину и 5-7,5 мм в ширину.

## Таксономия
Впервые вид был официально описан в 1855 году английским ботаником Ричардом Киппистом в гукеровском журнале Hooker’s Journal of Botany and Kew Garden Miscellany из образцов, собранных Джеймсом Драммондом.

## Распространение
Persoonia saundersiana растёт в кустарниках и редколесье в районе между Миннивейлом, Таммин, Лейк-Хоуп и Комет-Вейл в биогеографических регионах Эйвон-Уитбелт, Кулгарди, Джералдтон-Сэндплейнс, Малли, Мерчисон и Ялгу на юго-западе Западной Австралии.

## Охранный статус
Вид классифицируется Департаментом парков и дикой природы правительства Западной Австралии как «не находящаяся под угрозой исчезновения».